# 1993年の映画
1993年の映画（1993ねんのえいが）では、1993年（平成5年）の映画分野の動向についてまとめる。
1992年の映画 - 1993年の映画 - 1994年の映画

## 出来事

### 世界
- 1月20日 - 英女優オードリー・ヘプバーン死去[1][注 1]。
- 3月29日 - 第65回アカデミー賞で石岡瑛子が『ドラキュラ』（フランシス・フォード・コッポラ監督）で衣装デザイン賞受賞[1]。
- 4月30日 - 東宝ロンドン駐在員事務所閉鎖[1]。
- 9月26日 - ヘラルド・エース社長・原正人が仏芸術文化勲章(オフィシェ) 受章[2]。
- 10月31日 - 伊映画監督フェデリコ・フェリーニ死去[2]。

### 日本
- 1月
  - 1月25日 - ウォルト・ディズニー・ピクチャーズ、タッチストーン・ピクチャーズ、ハリウッド・ピクチャーズの3社作品を日本で配給する新会社、ブエナ・ビスタ・インターナショナル ジャパン設立[1]。
- 2月
  - 2月20日 - 渋谷TOEIプラザ竣工[1]。渋谷東映、渋谷エルミタージュ開場[1]。
  - 2月24日 - 東京テアトル、セゾングループ所有の映画劇場の営業権を賃借のかたちで取得[1]。
  - 2月28日 - 映画監督・本多猪四郎死去[1]。
- 3月
  - 3月5日 - 『ゴジラvsモスラ』（大河原孝夫監督）が配収22億2000万円となり、東宝正月興行の邦画最高配収を記録[1]。東宝、製作者の田中友幸に感謝状贈呈[1]。
  - 3月6日 - 『ドラえもん のび太とブリキの迷宮』（芝山努監督）ほか公開[1]。第1作から14年間で通算配収200億円突破[1]。
  - 3月16日 - 俳優・笠智衆死去[1]。
  - 3月22日 - アルゴプロジェクト、業務を企画・製作中心に変更し、「アルゴ・ピクチャーズ」と改称[1]。
  - 3月27日 - 東京・多摩市、ビデオシアターの多摩カリヨンシアター1 〜 5が開場[1]。
- 4月
  - 4月17日
    - 黒澤明監督の監督生活50周年・30作記念作品で本多猪四郎監督の最後の仕事となった『まあだだよ』が公開。
    - 『第1回欽ちゃんのシネマジャック』（製作総指揮・萩本欽一）が公開され、新しいタイプの興行（15分、1本300円の映画を5本立で上映）に挑戦[1]。

  - 4月24日
    - ワーナーマイカルが日本初の本格的シネマコンプレックス、ワーナー・マイカル・シネマズ（WMC）海老名をオープン[1]。7スクリーン、日本の映画館では初のTHX音響システム導入[1]。
    - 東宝グループが関与した世界建築博物館『東武ワールドスクウェア』オープン[1]。

  - 4月25日 - 東宝60周年記念「映画・演劇・テレビ・ビデオ作品リスト」完成[1]。
- 5月
  - 5月30日 - 日劇東宝、『大病人』（伊丹十三監督）上映中に右翼団体構成員によりスクリーンが切り裂かれ、一時上映中止[1]。6月22日、容疑者を器物損壊罪で改めて告訴[1]。
- 6月
  - 6月7日 - フランス映画社副社長・川喜多和子、死去[1]。
  - 6月10日 - 第1回フランス映画祭を横浜市で開催[1]。以後、毎年実施[1]。
  - 6月19日 - ワーナーマイカル（WM）が、ニチイの顧客カードの会員対象に、映画の一般入場料金300円割引実施[1]。
  - 6月29日 - 東映社長に高岩淡就任、岡田茂は会長に就任[1]。
- 7月
  - 7月1日
    - にっかつ、会社更生法適用を申請、事実上の倒産[1]。
    - 東京都、建築安全条例と火災予防条例の一部を改正施行[1]。劇場や映画館などの避難口誘導灯を一定の安全対策を講じる条件で上演、上映中の消灯を認可[1]。9月29日、消防庁、全国的に同様の対応を行うことを決定[1]。1956年（昭和31年）以降、初めての抜本的な改正であり、映画館に対する公的規制の緩和という内容であったため、映画館の新規オープンにプラスの作用をした[3]。
    - 大映、大映映像と大映スタジオを大映に合併するための機構改革発令[1]。

  - 7月15日 - 映連、にっかつの退会承認[1]。映団連、にっかつの維持委員会退会承認[1]。
  - 7月17日
    - UIP配給『ジュラシック・パーク』（スティーヴン・スピルバーグ監督）公開され、記録的ヒット[1]。配給収入で東宝洋画系史上第1位となる[1]。CGを駆使した革新的な映像が話題となり、以後のシリーズ全作品が高稼動[1]。
    - 新宿文化ビル内に新宿文化シネマ3開場[1]。

  - 7月24日 - 映画「クレヨンしんちゃん」シリーズ第1作、『クレヨンしんちゃん アクション仮面VSハイグレ魔王』がニュー東宝シネマ1ほか東宝洋画系で公開[1]。
  - 7月27日 - 川喜多記念映画文化財団理事長、東和映画代表取締役・川喜多かしこ、死去[1]。
  - 7月30日 - 日本映画監督協会、日本映画メインスタッフ連絡会、日本芸能実演家団体協議会の3団体が、著作権法改正を目的とした「映画問題対策協議会」を結成[1]。
- 8月
  - 8月7日 - 東京国立近代美術館フィルムセンター相模原分室で、米軍から返還された映画フィルムの中から、記録映画『南京』（東宝映画文化映画部作品）を発見[1]。
  - 8月17日 - 日本通信衛星（JCSAT）とサテライトジャパン（SAJAC）が合併、「日本サテライトシステムズ」と改称[2]。
  - 8月29日 - 角川書店社長・角川春樹、コカイン密輸事件で千葉県警に逮捕[2]。
- 9月
  - 9月1日 = にっかつ起債のスイス・フラン建私募普通債の主幹事であるスイス銀行が同債券の債務不履行を宣言[2]。
  - 9月2日 - 角川書店の角川春樹社長辞任、後任に大洞國光[2]。
  - 9月10日 - ハナ肇（コメディアン、俳優）死去[2]。
  - 9月29日 - TBSテレビ『水曜ロードショー』の放映終了[2]。同局で38年続いたゴールデンタイムの映画枠が消滅[2]。
- 10月
  - 10月4日 - 『おろしや国酔夢譚』製作委員会・出演俳優・製作スタッフおよび関係者・一般有志一同が北海道南西沖地震で大きな被害を受けた奥尻島に義捐金（）を贈呈[1]。
  - 10月19日 - 角川書店社長に角川歴彦就任[2]。
  - 10月29日 - 映画監督・マキノ雅広（正博、雅弘、雅裕）死去[2]。
- 11月
  - 11月17日 - 大阪・南街会館40周年記念フェスティバル開催[2]。第1部（17日から19日まで）、第2部（12月1日から12月18日まで）[2]。
- 12月
  - 12月3日 - 大阪・北野劇場で上映の『ジュラシック・パーク』（スティーヴン・スピルバーグ監督）が、上映期間20週で7億3088万7900円と1館での興行収入歴代新記録を樹立[2]。
  - 12月11日 - 『ゴジラvsメカゴジラ』（大河原孝夫監督）公開され、大ヒット[2]。
  - 12月16日 - 全国興行生活衛生同業組合連合会が、映画産業団体連合会に対し、ワーナーマイカル（WMC）弘前進出に関し、死活問題であるとの陳情書を提出[2]。

## 周年
- 創立70周年
  - ウォルト・ディズニー・カンパニー

## 日本の映画興行
- 入場料金（大人） 
  - 1,800円[4]
  - 映画館・映画別
    - 1,500円（松竹、正月映画『男はつらいよ 寅次郎の青春』）[5]
    - 2,000円（『ジュラシック・パーク』、設備の良い映画館のみ） - 設備の劣る映画館は1,800円[3]。

  - 1,789円（統計局『小売物価統計調査（動向編） 調査結果』[6] 銘柄符号 9341「映画観覧料」）[7]
- 入場者数 1億3072万人[8]
- 興行収入 1637億円[8]

| 配給会社 | 配給本数 | 年間配給収入 | 概要 |
| 配給会社 | 配給本数 | 前年対比     | 概要 |
| -------- | -------- | ------------ | --- |
| 松竹     | 16       | 66億5802万円 | 1993年度邦画配給収入2位になった角川映画『REX 恐竜物語』（22億円）は松竹配給番組の新記録を樹立。高稼動のため10週間興行を14週間興行に変更する予定だったが、角川春樹製作者兼監督のコカイン事件のため当初の10週間興行で打ち切られた。『男はつらいよ 寅次郎の青春』/『釣りバカ日誌5』（14.5億円）は安定のハイアベレージ、『学校』（7億円）は各賞受賞で凱旋興行も予定されている。『結婚』（5.8億円）、『僕らはみんな生きている』（4億円）は健闘。 |
| 松竹     | 16       | 94.2%        | 1993年度邦画配給収入2位になった角川映画『REX 恐竜物語』（22億円）は松竹配給番組の新記録を樹立。高稼動のため10週間興行を14週間興行に変更する予定だったが、角川春樹製作者兼監督のコカイン事件のため当初の10週間興行で打ち切られた。『男はつらいよ 寅次郎の青春』/『釣りバカ日誌5』（14.5億円）は安定のハイアベレージ、『学校』（7億円）は各賞受賞で凱旋興行も予定されている。『結婚』（5.8億円）、『僕らはみんな生きている』（4億円）は健闘。 |
| 東宝     | 18       | 108億360万円 | 9年連続の年間配給収入100億円突破。『ゴジラvsモスラ』（22.2億円）、『水の旅人 侍KIDS』（20.3億円）、『ドラえもん のび太とブリキの迷宮』（16.5億円）、『クレヨンしんちゃん アクション仮面VSハイグレ魔王』（12.5億円）、『高校教師』（11億円）が配給収入10億円を突破した。邦画で10億円突破した9番組中、5番組が東宝。ヒットメーカーの伊丹十三監督『大病人』（6.5億円）は伸び悩み、黒澤明監督の『まあだだよ』は低調。                            |
| 東宝     | 18       | 84.1%        | 9年連続の年間配給収入100億円突破。『ゴジラvsモスラ』（22.2億円）、『水の旅人 侍KIDS』（20.3億円）、『ドラえもん のび太とブリキの迷宮』（16.5億円）、『クレヨンしんちゃん アクション仮面VSハイグレ魔王』（12.5億円）、『高校教師』（11億円）が配給収入10億円を突破した。邦画で10億円突破した9番組中、5番組が東宝。ヒットメーカーの伊丹十三監督『大病人』（6.5億円）は伸び悩み、黒澤明監督の『まあだだよ』は低調。                            |
| 東映     | 23       | 63億8512万円 | 『ドラゴンボールZ』シリーズを中心に据えた『'93春東映アニメフェア』（13.7億円）、『'93夏東映アニメフェア』（13.1億円）のアニメ2番組が配給収入10億円を突破した。『病は気から 病院へ行こう2』（7.3億円）は健闘。動員映画の『わが愛の譜 滝廉太郎物語』は6.5億円。ヤクザ映画『極東黒社会』・『民暴の帝王』・『修羅場の人間学』とアクション映画『眠らない街 新宿鮫』は失敗。東映はヤクザ映画の製作を根本から見直すことになった。                  |
| 東映     | 23       | 96.9%        | 『ドラゴンボールZ』シリーズを中心に据えた『'93春東映アニメフェア』（13.7億円）、『'93夏東映アニメフェア』（13.1億円）のアニメ2番組が配給収入10億円を突破した。『病は気から 病院へ行こう2』（7.3億円）は健闘。動員映画の『わが愛の譜 滝廉太郎物語』は6.5億円。ヤクザ映画『極東黒社会』・『民暴の帝王』・『修羅場の人間学』とアクション映画『眠らない街 新宿鮫』は失敗。東映はヤクザ映画の製作を根本から見直すことになった。                  |

出典:「1993年度日本映画・外国映画業界総決算 日本映画」『キネマ旬報』1994年（平成6年）2月下旬号、キネマ旬報社、1994年、154 - 156頁。

## 各国ランキング

### 日本配給収入ランキング
1993年日本配給収入トップ10
| 順位 | 題名                            | 制作国         | 配給                 | 配給収入 |
| ---- | ------------------------------- | -------------- | -------------------- | -------- |
| 1    | ジュラシック・パーク            | アメリカ合衆国 | UIP                  | 83億円   |
| 2    | ボディガード                    | アメリカ合衆国 | ワーナー・ブラザース | 41億円   |
| 3    | アラジン                        | アメリカ合衆国 | ブエナ・ビスタ       | 25億円   |
| 3    | ホーム・アローン2               | アメリカ合衆国 | 20世紀FOX            | 25億円   |
| 5    | 逃亡者                          | アメリカ合衆国 | ワーナー・ブラザーズ | 22.5億円 |
| 6    | ゴジラvsモスラ                  | 日本           | 東宝                 | 22.2億円 |
| 7    | REX 恐竜物語                    | 日本           | 松竹                 | 22億円   |
| 8    | 水の旅人 侍KIDS                 | 日本           | 東宝                 | 20.3億円 |
| 9    | ドラえもん のび太とブリキの迷宮 | 日本           | 東宝                 | 16.5億円 |
| 10   | 男はつらいよ 寅次郎の青春       | 日本           | 松竹                 | 14.5億円 |

| 順位 | 題名 | 配給 | 配給収入 | 備考     |
| ---- | --- | ---- | -------- | -------- |
| 1    | ゴジラvsモスラ | 東宝 | 22.2億円 |          |
| 2    | REX 恐竜物語 | 松竹 | 22.0億円 |          |
| 3    | 水の旅人 侍KIDS | 東宝 | 20.3億円 | [ 注 2 ] |
| 4    | ドラえもん のび太とブリキの迷宮 ドラミちゃん ハロー恐竜キッズ!!                                                      | 東宝 | 16.5億円 |          |
| 5    | 男はつらいよ 寅次郎の青春 釣りバカ日誌5                                                                              | 松竹 | 14.5億円 |          |
| 6    | ドラゴンボールZ 燃えつきろ!!熱戦・烈戦・超激戦 Dr.スランプ アラレちゃん んちゃ!ペンギン村はハレのち晴れ              | 東映 | 13.7億円 |          |
| 7    | ドラゴンボールZ 銀河ギリギリ!!ぶっちぎりの凄い奴 Dr.スランプ アラレちゃん んちゃ!ペンギン村より愛をこめて 幽☆遊☆白書 | 東映 | 13.1億円 |          |
| 8    | クレヨンしんちゃん アクション仮面VSハイグレ魔王                                                                      | 東宝 | 12.5億円 |          |
| 9    | 高校教師 | 東宝 | 11.0億円 |          |
| 10   | 病は気から 病院へ行こう2 七人のおたく                                                                                | 東映 | 07.3億円 |          |

#10の出典:『キネマ旬報ベスト・テン85回全史 1924-2011』キネマ旬報社〈キネマ旬報ムック〉、2012年5月、524頁。ISBN 978-4873767550。
上記以外の出典:1993年配給収入10億円以上番組 - 日本映画製作者連盟
| 順位 | 題名                         | 製作国             | 配給                                  | 配給収入 | 備考     |
| ---- | ---------------------------- | ------------------ | ------------------------------------- | -------- | -------- |
| 1    | ジュラシック・パーク         | アメリカ合衆国の旗 | UIP                                   | 83.0億円 |          |
| 2    | ボディガード                 | アメリカ合衆国の旗 | ワーナー・ブラザース                  | 41.0億円 | [ 注 3 ] |
| 3    | アラジン                     | アメリカ合衆国の旗 | ブエナ・ビスタ                        | 25.0億円 |          |
| 3    | ホーム・アローン2            | アメリカ合衆国の旗 | 20世紀FOX                             | 25.0億円 |          |
| 5    | 逃亡者                       | アメリカ合衆国の旗 | ワーナー・ブラザース                  | 22.5億円 |          |
| 6    | 幸福の条件                   | アメリカ合衆国の旗 | UIP                                   | 13.6億円 |          |
| 7    | ラスト・アクション・ヒーロー | アメリカ合衆国の旗 | トライスター映画/ソニー・ピクチャーズ | 12.0億円 |          |
| 8    | ザ・ファーム 法律事務所      | アメリカ合衆国の旗 | パラマウント映画/UIP                  | 11.0億円 | [ 注 4 ] |
| 8    | 永遠に美しく…                | アメリカ合衆国の旗 | ユニバーサル映画/UIP                  | 11.0億円 |          |
| 10   | 硝子の塔                     | アメリカ合衆国の旗 | UIP                                   | 09.5億円 |          |

#8、#10の出典:『キネマ旬報ベスト・テン85回全史 1924-2011』キネマ旬報社〈キネマ旬報ムック〉、2012年5月、524頁。ISBN 978-4873767550。
上記以外の出典:1993年配給収入10億円以上番組 - 日本映画製作者連盟

### 全世界興行収入ランキング
| 順位 | 題名                    | スタジオ                   | 興行収入       |
| ---- | ----------------------- | -------------------------- | -------------- |
| 1    | ジュラシック・パーク    | ユニバーサル・スタジオ     | $1,029,153,882 |
| 2    | ミセス・ダウト          | 20世紀フォックス           | $441,286,195   |
| 3    | 逃亡者                  | ワーナー・ブラザース       | $368,875,760   |
| 4    | シンドラーのリスト      | ユニバーサル・スタジオ     | $321,306,305   |
| 5    | ザ・ファーム 法律事務所 | パラマウント映画           | $270,248,367   |
| 6    | 幸福の条件              | パラマウント映画           | $266,614,059   |
| 7    | クリフハンガー          | トライスター ピクチャーズ  | $255,000,211   |
| 8    | めぐり逢えたら          | トライスター・ピクチャーズ | $227,799,884   |
| 9    | フィラデルフィア        | トライスター・ピクチャーズ | $206,678,440   |
| 10   | ペリカン文書            | ワーナー・ブラザース       | $195,268,056   |

出典:“1993 Worldwide Box Office Results”.  Box Office Mojo. 2015年12月17日閲覧。

### 北米興行収入ランキング
| 順位 | 題名                       | スタジオ             | 興行収入     |
| ---- | -------------------------- | -------------------- | ------------ |
| 1.   | ジュラシック・パーク       | ユニバーサル         | $357,067,947 |
| 2.   | ミセス・ダウト             | 20世紀FOX            | $219,195,243 |
| 3.   | 逃亡者                     | ワーナー・ブラザース | $183,875,760 |
| 4.   | ザ・ファーム 法律事務所    | パラマウント         | $158,348,367 |
| 5.   | めぐり逢えたら             | トライスター         | $126,680,884 |
| 6.   | 幸福の条件                 | パラマウント         | $106,614,059 |
| 7.   | ザ・シークレット・サービス | コロムビア           | $102,314,823 |
| 8.   | ペリカン文書               | ワーナー・ブラザース | $100,768,056 |
| 9.   | シンドラーのリスト         | ユニバーサル         | $96,065,768  |
| 10.  | クリフハンガー             | トライスター         | $84,049,211  |

出典: “1993 Domestic Yearly Box Office Results”.  Box Office Mojo. 2015年12月25日閲覧。

### フランス観客動員数ランキング
1. おかしなおかしな訪問者
2. アラジン
3. ジュラシック・パーク
4. ジェルミナル
5. 逃亡者
6. ドラキュラ
7. クリフハンガー
8. ピアノ・レッスン
9. パーフェクト・ワールド
10. ジャングル・ブック

出典:“FRANCE 1993 - BOX OFFICE STORY”.   boxofficestory. 2016年1月23日閲覧。

## 日本公開映画
1993年の日本公開映画を参照。

## 受賞
- 第66回アカデミー賞
  - 作品賞 - 『シンドラーのリスト』
  - 監督賞 - スティーヴン・スピルバーグ（『シンドラーのリスト』）
  - 主演男優賞 - トム・ハンクス（『フィラデルフィア』）
  - 主演女優賞 - ホリー・ハンター（『ピアノ・レッスン』）

- 第51回ゴールデングローブ賞
  - 作品賞 (ドラマ部門) - 『シンドラーのリスト』
  - 主演女優賞 (ドラマ部門) - ホリー・ハンター（『ピアノ・レッスン』）
  - 主演男優賞 (ドラマ部門) - トム・ハンクス（『フィラデルフィア』）
  - 作品賞 (ミュージカル・コメディ部門) - 『ミセス・ダウト』
  - 主演女優賞 (ミュージカル・コメディ部門) - アンジェラ・バセット（『TINA ティナ』）
  - 主演男優賞 (ミュージカル・コメディ部門) - ロビン・ウィリアムズ（『ミセス・ダウト』）
  - 監督賞 - スティーブン・スピルバーグ（『シンドラーのリスト』）

- 第59回ニューヨーク映画批評家協会賞 - 『シンドラーのリスト』

- 第46回カンヌ国際映画祭
  - パルム・ドール - 『ピアノ・レッスン』（ジェーン・カンピオン）、『さらば、わが愛/覇王別姫』（チェン・カイコー）
  - 監督賞 - マイク・リー（『ネイキッド』）
  - 男優賞 - デヴィッド・シューリス（『ネイキッド』）
  - 女優賞 - ホリー・ハンター（『ピアノ・レッスン』）

- 第50回ヴェネツィア国際映画祭
  - 金獅子賞 - 『トリコロール/青の愛』（クシシュトフ・キェシロフスキ）、『ショート・カッツ』（ロバート・アルトマン）

- 第43回ベルリン国際映画祭
  - 金熊賞 - 『香魂女-湖に生きる』 (シェ・フェイ）、『ウェディング・バンケット』 (アン・リー）

- 第17回日本アカデミー賞
  - 最優秀作品賞 - 『学校』（山田洋次）
  - 最優秀主演男優賞 - 西田敏行（『学校』『釣りバカ日誌6』）
  - 最優秀主演女優賞 - 和久井映見（『虹の橋』）

- 第36回ブルーリボン賞
  - 作品賞 - 『月はどっちに出ている』
  - 主演男優賞 - 真田広之（『僕らはみんな生きている』）
  - 主演女優賞 - ルビー・モレノ（『月はどっちに出ている』）
  - 監督賞 - 滝田洋二郎（『僕らはみんな生きている』）

- 第67回キネマ旬報ベスト・テン
  - 外国映画第1位 - 『許されざる者』
  - 日本映画第1位 -  『月はどっちに出ている』

- 第48回毎日映画コンクール
  - 日本映画大賞 -『月はどっちに出ている』

## 誕生

### 1月
- 1月15日 - 吉岡里帆、日本の女優
- 1月22日 - 永瀬匡、日本の俳優

### 2月
- 2月7日 - 仲野太賀、日本の俳優
- 2月13日 - 有村架純、日本の女優
- 2月21日 - 菅田将暉、日本の俳優

### 3月
- 3月11日 - ささの友間、日本の俳優
- 3月24日 - 竜星涼、日本の俳優

### 4月
- 4月2日 - 瀬戸麻沙美、日本の声優
- 4月26日 - 竹内涼真、日本の俳優

### 5月
- 5月9日 - 山田涼介、日本の俳優
- 5月10日 - 志田未来、日本の女優
- 5月15日 - 尾崎由香、日本の声優
- 5月19日 - 神木隆之介、日本の俳優

### 7月
- 7月6日 - 黒羽麻璃央、日本の俳優
- 7月13日 - のん、日本の女優

### 8月
- 8月5日 - 大後寿々花、日本の女優
- 8月28日 - 雨宮天、日本の声優

### 9月
- 9月3日 - 小池里奈、日本の女優
- 9月25日 - 菅野莉央、日本の女優

### 11月
- 11月10日 - 田所あずさ、日本の声優
- 11月14日 - 野村周平、日本の俳優
- 11月22日 - 成田凌、日本の俳優

### 12月
- 12月15日 - 新木優子、日本の女優
- 12月16日 - 小島藤子、日本の女優
- 12月24日 - 西内まりや、日本の女優
- 12月25日 - 武井咲、日本の女優
- 12月28日 - 新川優愛、日本の女優

## 死去
| 日付 | 日付 | 名前                            | 国籍               | 年齢 | 職業                                     |
| 1月  | 2日  | 田中浩                          | 日本の旗           | 59   | 俳優                                     |
| 1月  | 6日  | 薩谷和夫                        | 日本の旗           | 57   | 美術監督                                 |
| 1月  | 13日 | ケン・アンダーソン              | アメリカ合衆国の旗 | 83   | 美術監督・脚本家                         |
| 1月  | 20日 | オードリー・ヘプバーン          | イギリスの旗       | 63   | 女優                                     |
| 1月  | 27日 | 峰吟子                          | 日本の旗           | 83   | 女優                                     |
| 1月  | 30日 | 服部良一                        | 日本の旗           | 85   | 作曲家                                   |
| 2月  | 2日  | フランソワ・レシャンバック      | フランスの旗       | 70   | 映画監督                                 |
| 2月  | 5日  | ジョーゼフ・L・マンキーウィッツ | アメリカ合衆国の旗 | 83   | 映画監督                                 |
| 2月  | 25日 | エディ・コンスタンティーヌ      | アメリカ合衆国の旗 | 75   | 歌手・俳優                               |
| 2月  | 27日 | リリアン・ギッシュ              | アメリカ合衆国の旗 | 99   | 女優                                     |
| 2月  | 28日 | 本多猪四郎                      | 日本の旗           | 81   | 映画監督                                 |
| 3月  | 16日 | 笠智衆                          | 日本の旗           | 88   | 俳優                                     |
| 3月  | 17日 | ヘレン・ヘイズ                  | アメリカ合衆国の旗 | 92   | 女優                                     |
| 3月  | 18日 | 加藤正之                        | 日本の旗           | 61   | 俳優・声優                               |
| 3月  | 25日 | 戸浦六宏                        | 日本の旗           | 62   | 俳優                                     |
| 3月  | 31日 | ブランドン・リー                | アメリカ合衆国の旗 | 28   | 俳優                                     |
| 4月  | 20日 | カンティンフラス                | メキシコの旗       | 81   | 俳優・コメディアン                       |
| 5月  | 14日 | 田代喜久雄                      | 日本の旗           | 76   | テレビ朝日代表取締役相談役               |
| 5月  | 31日 | ドン・B・テータム               | アメリカ合衆国の旗 | 80   | ウォルト・ディズニー・カンパニー名誉理事 |
| 6月  | 7日  | 川喜多和子                      | 日本の旗           | 53   | フランス映画社副社長                     |
| 6月  | 9日  | アレクシス・スミス              | カナダの旗         | 72   | 女優                                     |
| 6月  | 11日 | レイ・シャーキー                | アメリカ合衆国の旗 | 40   | 俳優                                     |
| 7月  | 2日  | フレッド・グウィン              | アメリカ合衆国の旗 | 66   | 俳優                                     |
| 7月  | 4日  | ロマン・カチャーノフ            | ソビエト連邦の旗   | 72   | アニメーション監督                       |
| 7月  | 18日 | 安部徹                          | 日本の旗           | 76   | 俳優                                     |
| 8月  | 10日 | アイリーン・シャラフ            | アメリカ合衆国の旗 | 83   | 衣装デザイナー                           |
| 8月  | 30日 | リチャード・ジョーダン          | アメリカ合衆国の旗 | 55   | 俳優                                     |
| 9月  | 10日 | ハナ肇                          | 日本の旗           | 63   | コメディアン                             |
| 9月  | 12日 | レイモンド・バー                | カナダの旗         | 76   | 俳優                                     |
| 9月  | 19日 | 潮健児                          | 日本の旗           | 68   | 俳優                                     |
| 9月  | 21日 | フェルナン・ルドゥー            | ベルギーの旗       | 96   | 俳優                                     |
| 10月 | 7日  | シリル・キューザック            | アイルランドの旗   | 82   | 俳優                                     |
| 10月 | 25日 | ヴィンセント・プライス          | アメリカ合衆国の旗 | 82   | 俳優                                     |
| 10月 | 29日 | マキノ雅弘                      | 日本の旗           | 85   | 映画監督                                 |
| 10月 | 29日 | 山内明                          | 日本の旗           | 72   | 俳優                                     |
| 10月 | 31日 | フェデリコ・フェリーニ          | イタリアの旗       | 73   | 映画監督                                 |
| 10月 | 31日 | リヴァー・フェニックス          | アメリカ合衆国の旗 | 23   | 俳優                                     |
| 11月 | 5日  | マリオ・チェッキ・ゴーリ        | イタリアの旗       | 77   | プロデューサー                           |
| 11月 | 19日 | 田武謙三                        | 日本の旗           | 79   | 俳優                                     |
| 12月 | 1日  | 益田喜頓                        | 日本の旗           | 84   | 俳優                                     |
| 12月 | 5日  | アレクサンドル・トローネル      | フランスの旗       | 87   | 美術監督                                 |
| 12月 | 6日  | ドン・アメチー                  | アメリカ合衆国の旗 | 85   | 俳優                                     |
| 12月 | 14日 | マーナ・ロイ                    | アメリカ合衆国の旗 | 88   | 女優                                     |
| 12月 | 18日 | サム・ワナメイカー              | アメリカ合衆国の旗 | 74   | 映画監督・俳優                           |
| 12月 | 19日 | 植草圭之助                      | 日本の旗           | 83   | 脚本家・小説家                           |